# 雙生四齒七鰓鰻
雙生四齒七鰓鰻（學名：Tetrapleurodon geminis），為圓口綱七鰓鰻目七鰓鰻科四齒七鰓鰻屬的一種，被IUCN列為瀕危保育類動物，分布於北美洲墨西哥Celio與Duero河流域，本魚軀幹肌節60-65，口上板，2 顆單尖牙；口下板，單尖牙5-9顆，其中5顆大尖牙，0-4顆小尖牙，橫舌板，單尖齒19顆，中尖齒稍擴大；縱向舌板，齒數不定，體長可達14.3公分，棲息在水質清澈、礫石底質且水流快速的溪流，幼魚以矽藻及有機碎屑為食，變態發生在四月至八月，成魚非寄生型，不進食，壽命約6個月，交配產卵後死亡，生活習性不明。